# Cabanis' klapekster
De Cabanis' klapekster (Lanius cabanisi) is een zangvogel uit de familie Laniidae (klauwieren). Deze vogel is in 1869 beschreven door de Duitse ornitholoog Jean Cabanis onder de naam Lanius caudatus. Later bleek dat die naam al bezet was waarna Ernst Hartert de vogel in 1906 heeft hernoemd ter nagedachtenis aan Cabanis die toen net was overleden.

## Verspreiding en leefgebied
Deze soort komt voor in het oosten van Afrika van zuidoostelijk Somalië tot centraal Tanzania.

## Status
De grootte van de populatie is niet gekwantificeerd maar de soort wordt omschreven als algemeen. Op de Rode lijst van de IUCN heeft deze soort de status niet bedreigd.